# La Paz (município de Entre Ríos)
La Paz é um município da província de Entre Ríos, Argentina. Se encontra situado ao noroeste da província, na confluência do arroio Cabayú Cuatiá com o Rio Paraná, a 512 km de Buenos Aires e a 171 de Paraná.
Tem uma população de 24.716 habitantes e uma área de 119 km².

## História
A primeira menção do local é de meados do século XVIII, quando Frei Pedro José de Parras se refere a ele como Atracadeiro Cabayú Cuatiá. Na mesma época começa a aparecer nos mapas.
Em meados do século XIX ressurge a ideia de Tomás de Rocamora de fundar uma cidade no Norte entrerriano. Assim, em 1829 e por iniciativa do governador León Sola, é proposta a formação de un povoado e porto em Cabayú Cuatiá. No entanto, o projeto não se concretiza.
Finalmente, em 13 de julho de 1835 o governador Pascual Echagüe decreta que no lugar denominado Cabayú Cuatiá Grande se forme uma vila com o nome de La Paz, sob a vocação de Nossa Senhora da Paz.
Os primeiros anos são duros para a nova cidade, que é vítima das vicissitudes do conflito entre unitários e federales, assim como também das cheias do Rio Paraná.
Em 1843, já sob o governo de Justo José de Urquiza, são criados os cargos de alcalde e receptor da cidade, ocupados em primeira instância por Juan José Marquez e Damián Góngora respectivamente. Esse mesmo ano, a morte de Romano Góngora, pai de Damián e comandante do Esquadrão La Paz, permite a chegada de Antonio Exequiel Berón para substitui-lo. Este se vincula profundamente com o destino do povoado até sua morte em 1873. Por sua iniciativa foi construída a primeira capela que abriga a imagem da padroeira da cidade, logo trasladada do prédio que hoje é o salão paroquial.
Na década de 1870, a cidade se tinge de sangue. Em 1 de maio de 1873, é tomada por forças jordanistas. O Exército Argentino a recupera em 3 de agosto do mesmo ano.
Mais tarde, a criação do município traz consigo a concretização de obras e o progresso econômico e cultural, que só é interrompido em meados do século XX como consequência do isolamento dos grandes centros. As obras posteriormente realizadas em toda a Mesopotâmia argentina contribuem com seu ressurgimento.

## Governo
A Aliança Novo Espaço Entrerriano obteve a intendencia (prefeitura) em 2003, ao ser eleita Lidia Esther Nogueira. Desde a volta à democracia em 1983, a União Cívica Radical (1983-1991) e o Partido Justicialista (1991-2003) se alternavam no poder.
Para o período 2007-2011 o PJ voltou a triunfar, sendo eleito José Francisco Nogueira como intendente.

## Turismo
A cidade oferece diversos atrativos, dentre os quais têm singular importância a pesca e as águas termais.

### Pesca desportiva
O rio provê à cidade um grande potencial pesqueiro, oferecendo uma grande variedade de espécies que incluem o dourado, o surubim e o patí.
A cada ano se celebra a Festa Provincial do Surubim Entrerriano e a Festa Provincial do Dourado Entrerriano. Até 1999, e de forma intermitente, havia a Festa de Pesca Variada de Río, que chegou a ter carácter nacional.
Nas proximidades, situa-se a Reserva Íctica Provincial Curuzú Chalí, um delta de 14.000 hectares com grande quantidade de pequenas ilhas.

### Águas termais
O complexo termal, inaugurado em 2003, se situa sobre as barrancas do río. Conta com onze piscinas, vestiários, enfermaría, estacionamento e spa.

### Triathlon Internacional de La Paz
Realizado anualmente desde 1985, foi ganhando importância progressivamente. Hoje é um evento continental da International Triathlon Union, valendo pontuação para classificação para os Jogos Olímpicos e para o ranking pan-americano.
É realizado durante o terceiro fim-de-semana de janeiro, destacando-se pela numerosa participação de desportistas, mais de mil nas últimas edições, e pelo acompanhamento de grande quantidade de público em todo seu percurso.

### Festival Galas del Río
Desde 2009, entre agosto e setembro, realiza-se em La Paz o Festival Galas del Río, com exposições, oficinas, masterclasses, concertos musicais e outras atividades artísticas, contando com músicos e artistas de renome internacional.

### Outras atrações
Na cidade, também se pode praticar o golfe (no campo de golfe do Jockey Club La Paz), a caça, esportes aquáticos, etc. O cassino, reinaugurado recentemente, e o balneário municipal complementam a oferta turística.